# Lynne Cox
Lynne Cox (ur. 1957) – amerykańska pływaczka długodystansowa i pisarka. W 1971 ona i jej koledzy z drużyny byli pierwszą grupą nastolatków, którzy przepłynęli cieśninę pomiędzy stałym lądem a wyspą Catalina. Dwa razy pobiła rekord świata w pływaniu przez kanał La Manche (1972 w czasie 9 h 57 min i 1973 w czasie 9 h 36 min). W 1975 Lynne Cox została pierwszą osobą, która przepłynęła w wodzie o temperaturze 10 °C, 16 km (10 mil) Cieśniny Cooka w Nowej Zelandii.
Największym wyczynem Lynne Cox jest przepłynięcie ponad mili w lodowatych wodach Antarktydy. Chociaż z powodu hipotermii większość ludzi wytrzymałaby w tej temperaturze 5 min, Cox wytrzymała 25 minut.
Jej pierwsza książka, Swimming to Antarctica (Królowa zimnych wód), była opublikowana przez Alfreda A. Knopfa w 2004 roku.
Jej druga książka, Grayson, opowieść o tym jak spotkała dziecko wieloryba podczas wczesnego treningu na wybrzeżu Kalifornii, była opublikowana w 2006.
Planetoida (37588) Lynnecox nosi jej imię.